# اچ‌ام‌اس پالادین (جی۶۹)
اچ‌ام‌اس پالادین (جی۶۹) (به انگلیسی: HMS Paladin (G69)) یک کشتی بود که طول آن ۳۴۵ فوت (۱۰۵ متر) بود. این کشتی در سال ۱۹۴۱ ساخته شد.